# Alex Bristol
Alex Bristol ist ein Schweizer Manager. Am 1. Juli 2017 trat er die Nachfolge von Daniel Weder als Geschäftsführer (englisch Chief Executive Officer, CEO) der staatlichen, schweizerischen Flugsicherungsunternehmen Skyguide an. Die Position als Skyguide-Geschäftsführer war nicht öffentlich ausgeschrieben worden.
Als Geschäftsführer von Skyguide als Bundesbetrieb unterliegt die Entlöhnung von Bristol den Vorgaben des Art. 6a des Bundespersonalgesetzes (BPG). 2017 betrug die Entlöhnung für den Geschäftsführer von Skyguide CHF 519'883 einschliesslich CHF 118'940 Bonus und zuzüglich beruflicher Vorsorgeleistungen in Höhe von CHF 135'501.
Peter Merz wird Bristol am 1. November 2025 als Leiter der Skyguide ablösen, Bristol wird nach acht Jahren das Unternehmen verlassen.

## Leben
Vor seiner Tätigkeit als Geschäftsführer war Bristol seit Juli 2011 als Mitglied der Geschäftsleitung für den operativen Bereich von Skyguide verantwortlich (englisch Head of Operations beziehungsweise Chief Operations Officer, COO). 
Nach kurzer Tätigkeit als Flugverkehrsleiter hatte Bristol, der britisch-schweizerischer Doppelbürger ist, in Grossbritannien als Manager für die dortige Flugsicherung NATS Holdings gearbeitet.